# Dalby kyrka, Uppland
Dalby kyrka är en kyrkobyggnad i Dalby i Uppland. Den är församlingskyrka i Dalby församling i Uppsala stift. Kyrkan ligger på en udde i sjön Ekoln (Mälaren) söder om Uppsala i Balingsta pastorat.

## Kyrkobyggnaden
Kyrkan har medeltida ursprung och består i sin nuvarande form av ett rektangulärt långhus med ett smalare kor i öster och vidbyggd sakristia i norr. De vitputsade murarna är av natursten förutom koret som är av tegel och de står under ett sadeltak belagt med skiffer i vitt och grått som bildar sicksackmönster. Taknocken pryds av två takryttare i tegel med kopparklädda spiror. Huvudingången är förlagd till södra väggen där även en medeltida korportal är bevarad. Ett vapenhus, kanske senmedeltida, har stått utanför huvudingången. Kyrkorummet har i väster en förstuga med orgelläktare ovanför.

### Tillkomst och ombyggnader
De äldsta partierna är från 1200-talet och då byggdes här en kyrka med ett kor, smalare än långhuset. Av denna äldsta kyrka kvarstår norra och södra långhusmurarna i väster fram till sakristian. Någon gång under folkungatiden, 1250–1350, utvidgades kyrkan åtminstone mot söder och öster. Nuvarande västgaveln tillkom senare. Det gamla östpartiet revs, och ett nytt kor uppfördes i samma bredd som långhuset. Samtidigt torde korportalen ha byggts och sannolikt även den nuvarande ingången i långhusets sydvästra del, fast åtminstone denna portal utvidgats senare. Samtidigt med koret torde sakristian ha byggts och i dess ena vägg är en runsten inmurad. På 1400-talet erhöll kyrkorummet tegelvalv som mot slutet av seklet dekorerades med kalkmålningar. De tillskrivs Albertus Pictor och hans verkstad. År 1659 vidtog baron Knut Jöransson Posse på det närbelägna godset Hammarskog omfattande byggnadsåtgärder. Posse var kyrkans patronus. Nu tillkom det nuvarande, stjärnvälvda koret som även fungerade som ett gravkor åt ätten Posse. Under golvet byggdes en gravkammare. Alla kalkmålningar överputsades. Den fasta inredningen utbyttes. Under 1700-talet förstorades fönstren. År 1845 skedde genomgripande förändringar. Långhuset gjordes mindre och nuvarande västgaveln byggdes. Valven i långhuset revs och ersattes av ett tunnvalv i trä. Vid en renovering 1901–1902 fick kyrkan en prägel både exteriört och interiört av nationalromantik. Vapenhuset revs och ersattes av nuvarande förrum i kyrkans västra del. Fasaderna erhöll dekorativ putsornamentik. Taket lades om helt med nya takstolar och nuvarande skiffertak med två takryttare tillkom. Den fasta inredningen ommålades liksom taket i ljust grönblått, väggarna smyckades med schablonmönster, bänkarna ändrades. 1958 återfick kyrkans interiör något av 1600-talets utseende genom att färgsättningen ändrades och väggarna åter vitkalkades. Några medeltida kalkmålningar framtogs dock.

## Inventarier
- Dopfunten av sandsten är troligen från början av 1200-talet och kyrkans äldsta inventarium. Troligen ställdes dopfunten undan år 1659 då Knut Jöransson Posse skänkte till kyrkan en sexkantig funt av ek. I funten låg ett åttkantigt kopparbäcken som var stort nog för att döpa barnet med neddoppning. Denna trädopfunt målades 1678 och tjänade som kyrkans dopfunt ända fram till renoveringen 1902, då den gamla dopfunten av sten åter togs i bruk. Trädopfunten försvann därefter, okänt vart. 1959 försågs stendopfunten med ett dopfat av mässing.
- Ett rökelsekar av brons är från 1200-talet.
- Triumfkrucifixet på sydväggen av Dalbymästaren är från 1300-talet.
- Altaruppsatsen har ovanligt nog en Mariabild. Jesusbarnet har i sin hand en nejlika som symboliserar en av spikarna vid den kommande korsfästelsen.
- Predikstolen, som tillkom vid ombyggnaden 1659, är en gåva av Knut Jöransson Posse. Predikstolen är av ek och har rika inläggningar. Vid renoveringen 1902 flyttades predikstolen från kyrkorummets norra sida till dess södra.

## Galleri

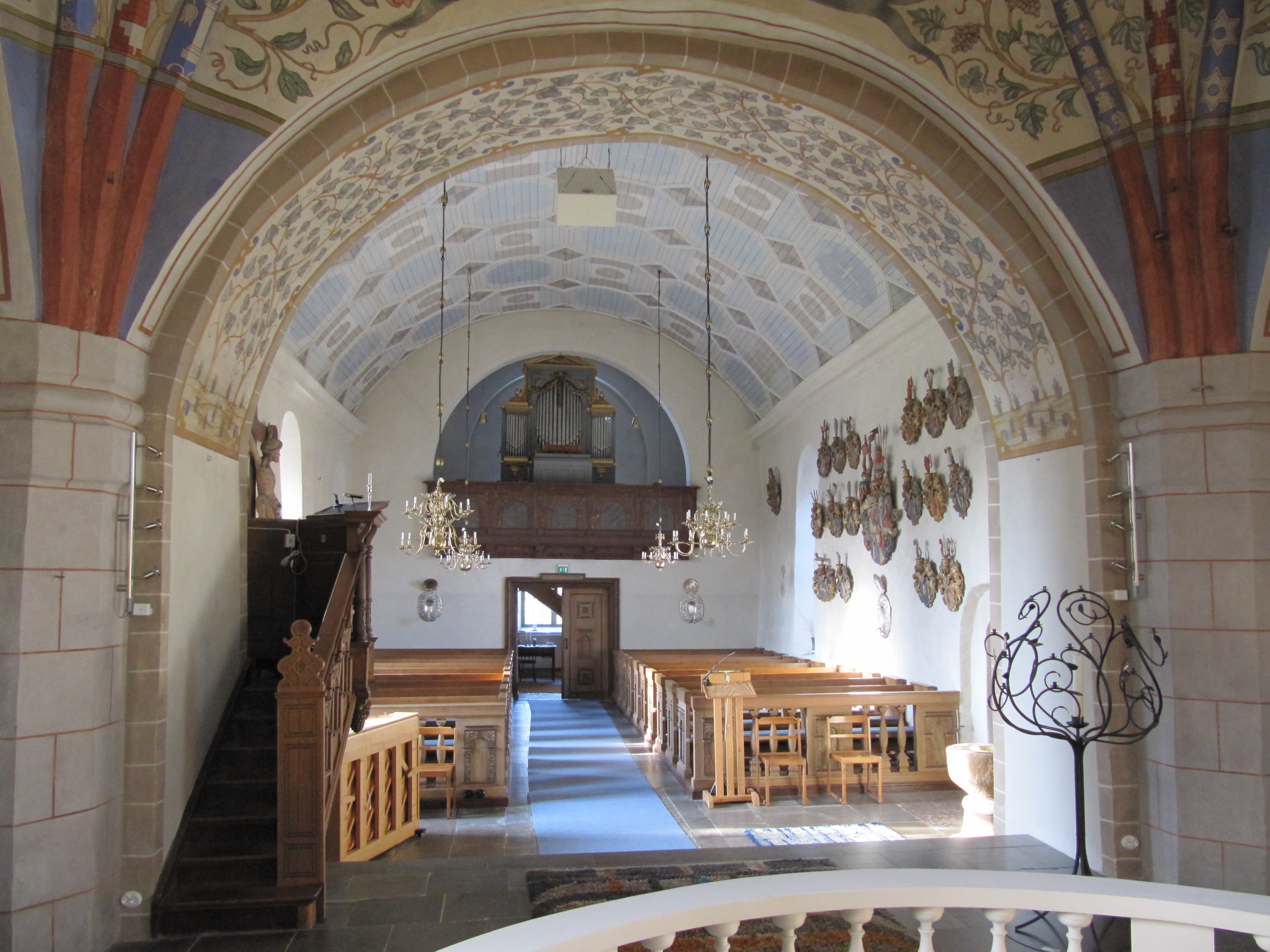
Kyrkorum mot väster
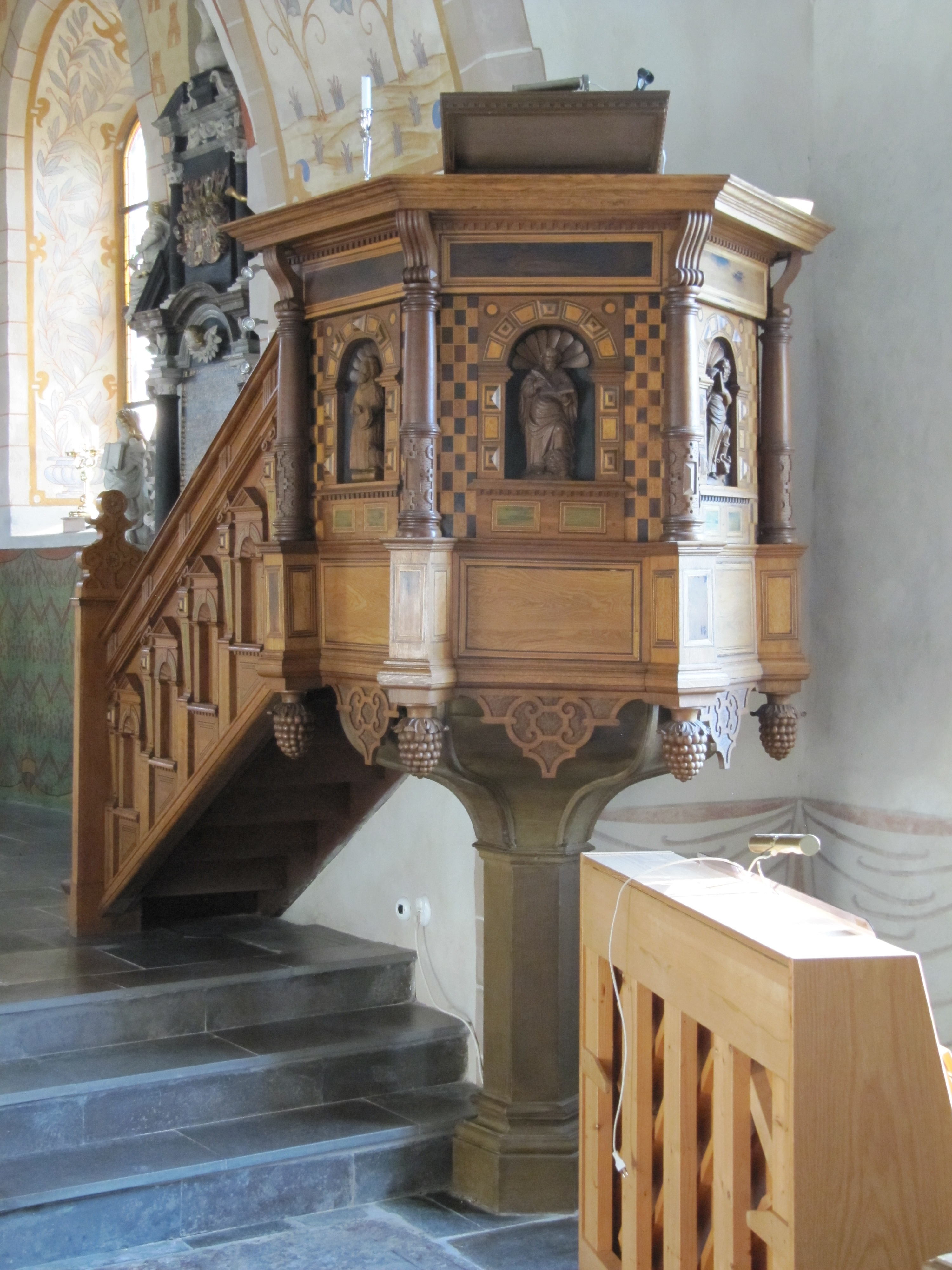
Predikstol
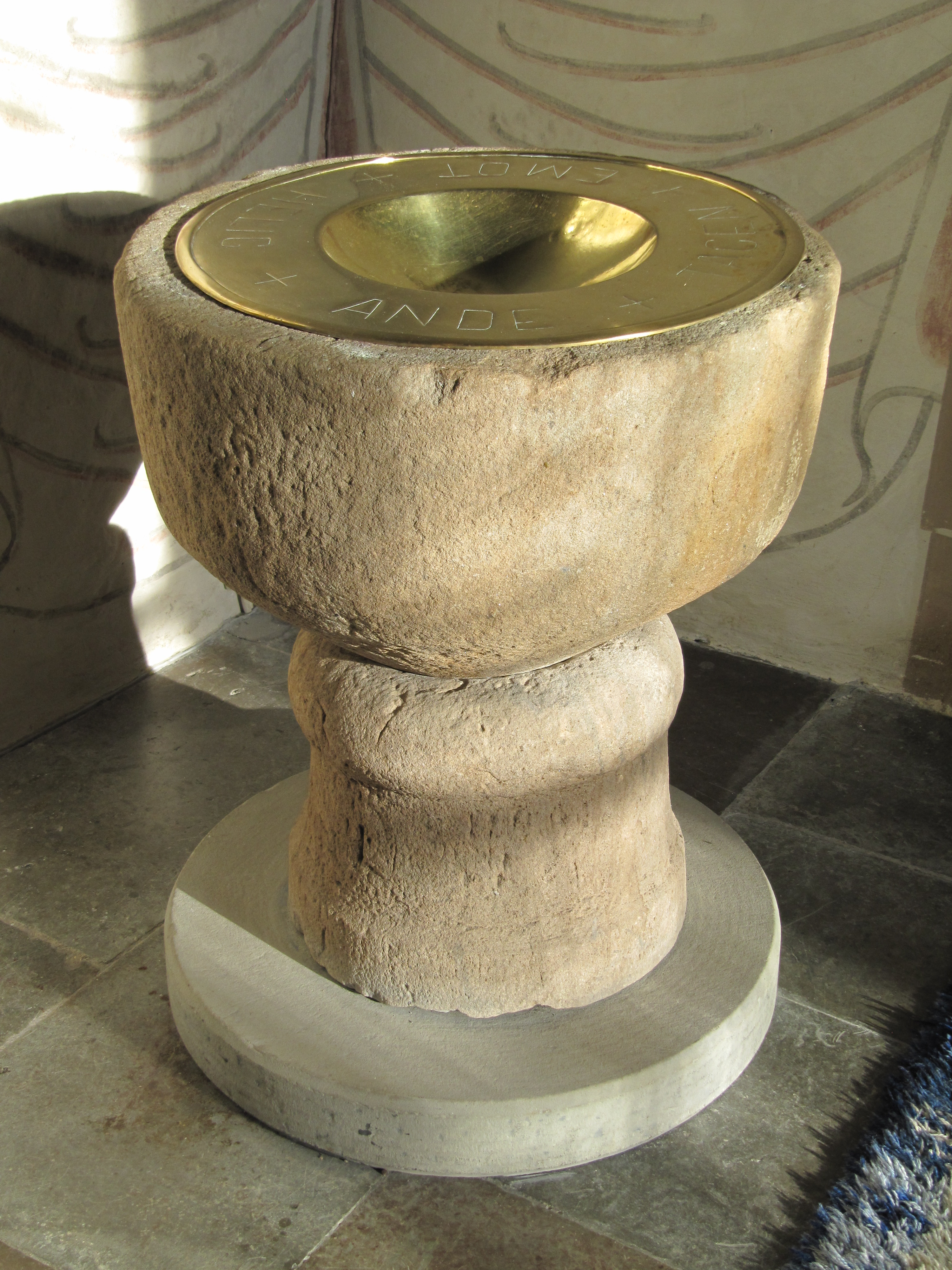
Dopfunt
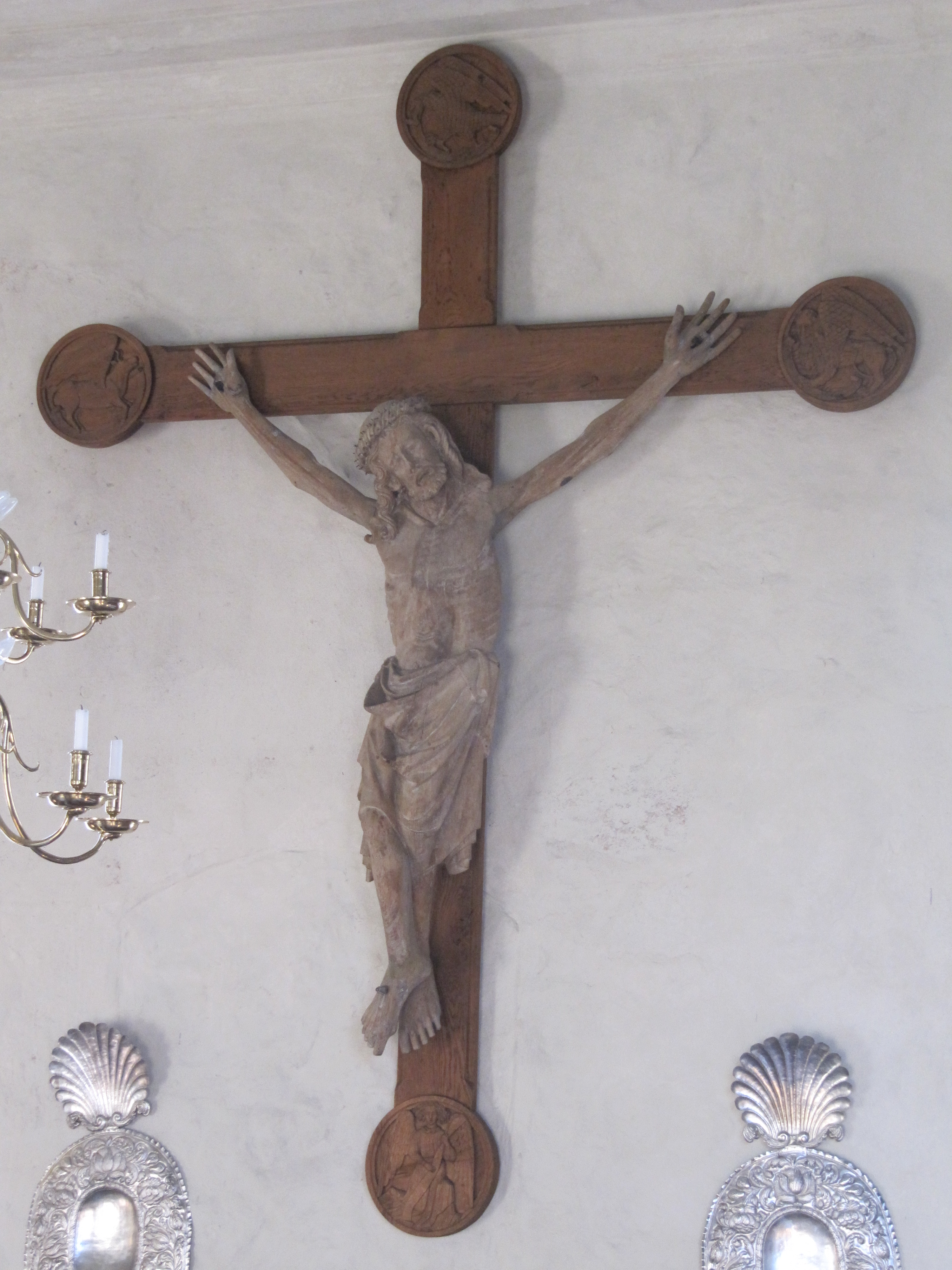
Triumfkrucifix
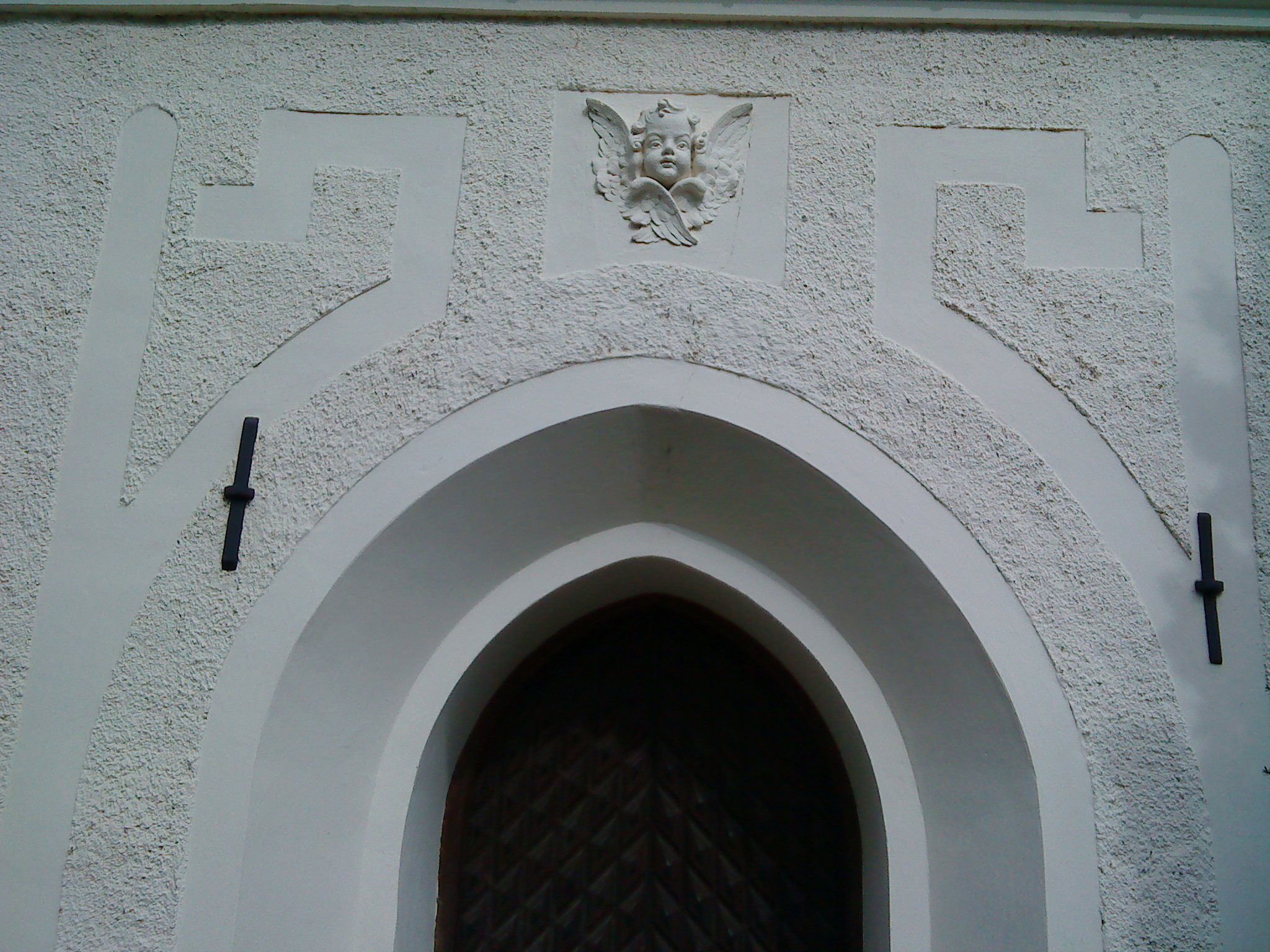
Dalby kyrka, ängel över entrén
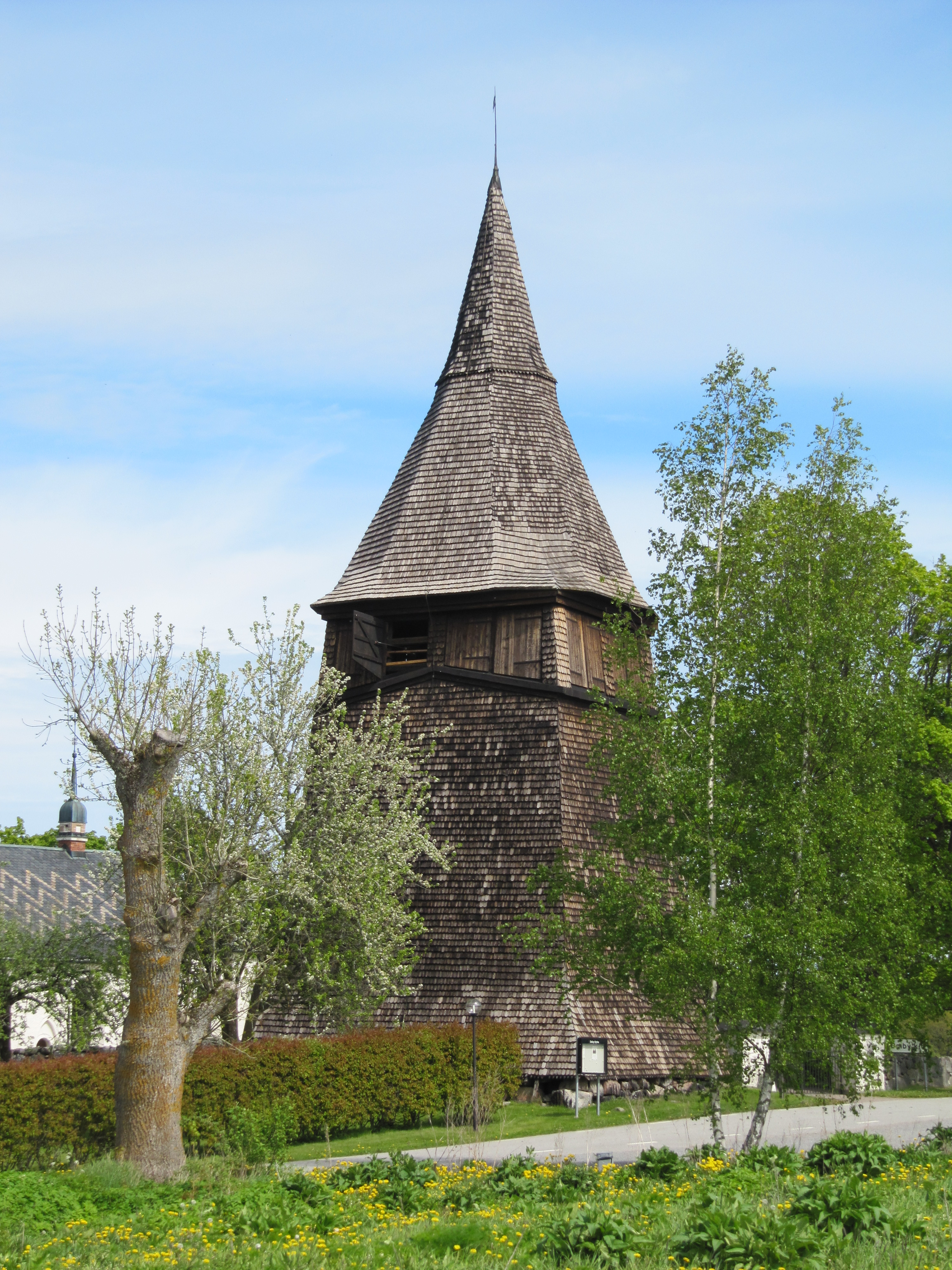
Dalby kyrka, klockstapeln
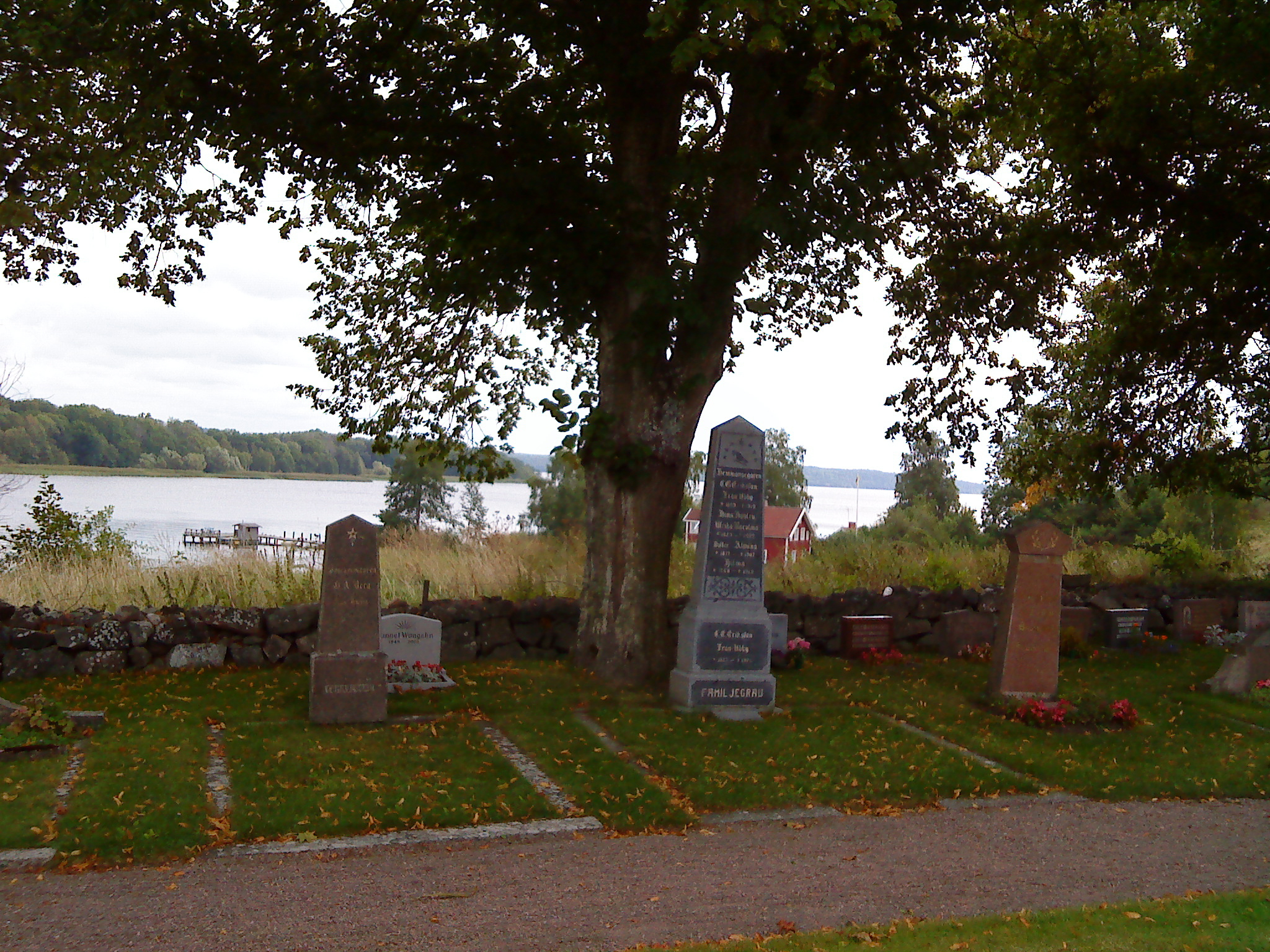
Dalby kyrka, utsikt mot Dalbyviken i öster

### Webbkällor
- byggnadspresentation